# AS Roma 1992/1993
Sezon 1992/1993 klubu AS Roma.

## Sezon
W drugim swoim sezonie, 1992/1993 Giuseppe Ciarrapico zatrudnił Serba Vujadina Boškova na stanowisku pierwszego trenera. Doszło także do zmian w składzie. Do Olympique Marsylia odszedł Rudi Völler, a zakupiono Sinišę Mihajlovicia z Crvenej Zvezdy Belgrad i Claudio Caniggię z Atalanty BC. W lidze Roma zajęła dopiero 10. pozycję, a w finale Pucharu Włoch została pokonana przez Torino Calcio (0:3, 5:2). Natomiast z Pucharu UEFA odpadła po ćwierćfinałowych meczach z Borussią Dortmund (1:0, 0:2). 18 marca 1993 w wieku 16 lat zadebiutował Francesco Totti w meczu z Brescią Calcio (2:0).

## Rozgrywki
- Serie A: 10. miejsce
- Puchar Włoch: finał
- Puchar UEFA: ćwierćfinał

## Skład i ustawienie zespołu
| W SEZONIE 1992/1993 |            |                |       |      |
| Imię i nazwisko     | Kraj       | Data urodzenia | Mecze | Gole |
| Trener              |            |                |       |      |
| Vujadin Boškov      | Jugosławia | 13.05.1931     |       |      |
| Bramkarze           |            |                |       |      |
| Giovanni Cervone    | Włochy     | 16.11.1962     | 27    | 0    |
| Patricio Fimiani    | Włochy     | 03.01.1973     | 3     | 0    |
| Giuseppe Zinetti    | Włochy     | 22.06.1958     | 6     | 0    |
| Obrońcy             |            |                |       |      |
| Aldair              | Brazylia   | 30.11.1965     | 28    | 2    |
| Silviano Benedetti  | Włochy     | 05.10.1965     | 30    | 3    |
| Antonio Comi        | Włochy     | 26.07.1964     | 24    | 2    |
| Luigi Garzya        | Włochy     | 07.07.1969     | 29    | 0    |
| Fabio Petruzzi      | Włochy     | 24.10.1970     | 6     | 0    |
| Dario Rossi         | Włochy     | 14.11.1972     | 5     | 0    |
| Pomocnicy           |            |                |       |      |
| Walter Bonacina     | Włochy     | 30.07.1964     | 32    | 0    |
| Amedeo Carboni      | Włochy     | 06.04.1965     | 9     | 0    |
| Giuseppe Giannini   | Włochy     | 20.08.1964     | 29    | 9    |
| Thomas Häßler       | Niemcy     | 30.05.1966     | 26    | 6    |
| Siniša Mihajlović   | Jugosławia | 20.02.1969     | 29    | 1    |
| Giovanni Piacentini | Włochy     | 09.04.1968     | 29    | 0    |
| Fausto Salsano      | Włochy     | 19.12.1962     | 25    | 0    |
| Antonio Tempestilli | Włochy     | 08.10.1958     | 9     | 0    |
| Napastnicy          |            |                |       |      |
| Claudio Caniggia    | Argentyna  | 09.01.1967     | 15    | 4    |
| Andrea Carnevale    | Włochy     | 12.01.1961     | 25    | 7    |
| Roberto Muzzi       | Włochy     | 21.09.1971     | 24    | 1    |
| Ruggiero Rizzitelli | Włochy     | 02.09.1967     | 26    | 7    |
| Francesco Totti     | Włochy     | 27.09.1976     | 2     | 0    |